# Viktor Floresku
Viktor Floresku (rumunsky Victor Florescu), (* 5. října 1973 v Kišiněvě, Sovětský svaz) je bývalý moldavský zápasník – sambista a judista.

## Sportovní kariéra
Zápasil od dětství, později se zaměřil na sambo a judo. Oba styly kombinoval se střídavými úspěchy. V sambu ho moldavské zdroje uvádějí jako mistra světa, z roku 1994 z mistrovství světa v Novim Sadě má dohledatelné 3. místo. V roce 1999 zaznamenal životní úspěch postupem do finále mistrovství světa v judu v Birminghamu. Konečným druhým místem si zajistil přímou kvalifikaci na olympijské hry v Sydney v roce 2000. V Sydney však výsledkově vyhořel. Za druhé místo z mistrovství světa mu byl slíben byt, který dostal až po 12 letech v roce 2011. Po skončení sportovní kariéry se věnuje funkcionářské činnosti v moldavském sportu.

## Výsledky
| Turnaj             | 1998         | 1999         | 2000         | 2001         | 2002         |
| Turnaj             | 25           | 26           | 27           | 28           | 29           |
| Turnaj             | střední váha | střední váha | střední váha | střední váha | střední váha |
| ------------------ | ------------ | ------------ | ------------ | ------------ | ------------ |
| Olympijské hry     |              |              | úč.          |              |              |
| Mistrovství světa  |              | 2.           |              | —            |              |
| Mistrovství Evropy | úč.          | —            | —            | —            | úč.          |